# Prokópion
Prokópion är en ort i Grekland.   Den ligger i prefekturen Nomós Evvoías och regionen Grekiska fastlandet, i den östra delen av landet, 90 km norr om huvudstaden Aten. Prokópion ligger 90 meter över havet och antalet invånare är 1 108. Den ligger på ön Euboia.
Terrängen runt Prokópion är varierad. Runt Prokópion är det ganska glesbefolkat, med 31 invånare per kvadratkilometer. Närmaste större samhälle är Límni, 14,9 km väster om Prokópion. I omgivningarna runt Prokópion växer i huvudsak blandskog.